# Alfred G. Gilman
Alfred Goodman Gilman (1. července 1941 – 23. prosince 2015) byl americký farmakolog a biochemik, spolu s Martinem Rodbellem nositel Nobelovy ceny za fyziologii a lékařství za rok 1994. Cenu obdrželi za objev G proteinů a jejich úlohy v buněčné signalizaci. Jeho otcem byl jiný známý farmakolog Alfred Zack Gilman. Svou učitelskou kariéru Alfred G. Gilman strávil na dvou lékařských fakultách, a sice na University of Virginia School of Medicine (součást Virginské univerzity) a na University of Texas Southwestern Medical Center at Dallas (součást systému texaských univerzit).